# Cultura di Fosna-Hensbacka
Le culture di Fosna/Hensbacka (c 8300 a.C. - 7300 a.C.), erano due culture molto simili del paleolitico superiore e del primo mesolitico della Scandinavia. La cultura di Komsa, nonostante le diverse tipologie di strumenti, è considerata parte del gruppo della cultura Fosna. 

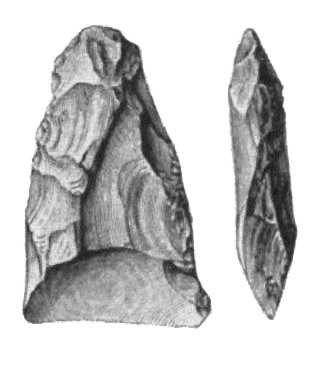
Strumento in pietra

La differenza principale tra la cultura di Fosna/Komsa e quella di Hensbacka è che le prime erano distribuite lungo la costa della Norvegia settentrionale, mentre la cultura di Hensbacka aveva una distribuzione più orientale, lungo la costa occidentale della Svezia; soprattutto nel Bohuslän centrale, a nord di Göteborg. La cultura Hensbacka si evolse nella cultura di Sandarna lungo la costa della Svezia occidentale.
Gli insediamenti erano situati vicino al mare. Le posizioni dei siti indicano che la pesca e la caccia alle foche erano importanti per l'economia e si presume che imbarcazioni in legno fossero utilizzate in quanto la maggior parte dei siti Hensbacka (ca.75%) si trovano sulle isole. La cultura di Fosna/Hensbacka rappresenta una cultura pura di cacciatori-raccoglitori. Negli insediamenti, gli archeologi hanno trovato solo strumenti di pietra e resti della produzione della stessa.